# Maocun (köpinghuvudort i Kina, Jiangxi Sheng, lat 28,39, long 118,36)
Maocun (kinesiska: 毛村) är en köpinghuvudort i Kina. Den ligger i provinsen Jiangxi, i den sydöstra delen av landet, omkring 240 kilometer öster om provinshuvudstaden Nanchang. Antalet invånare är 18 224. Befolkningen består av 8 674 kvinnor och 9 550 män. Barn under 15 år utgör 24,0 %, vuxna 15-64 år 66 %, och äldre över 65 år 8,0 %.
Runt Maocun är det ganska tätbefolkat, med 149 invånare per kvadratkilometer. Närmaste större samhälle är Wucun, 14,4 km nordväst om Maocun. I omgivningarna runt Maocun växer i huvudsak blandskog.
Genomsnittlig årsnederbörd är 2 682 millimeter. Den regnigaste månaden är juni, med i genomsnitt 514 mm nederbörd, och den torraste är oktober, med 39 mm nederbörd.